# Semanten
Semanten is een bestuurslaag in het regentschap Pacitan van de provincie Oost-Java, Indonesië. Semanten telt 1442 inwoners (volkstelling 2010).